# Choctaw
För andra betydelser, se Choctaw (olika betydelser).
Choctaw är ett indianspråk som talas av choctawerna i sydöstra USA. Det tillhör den muskogeanska språkfamiljen. Språket är nära besläktat med chickasaw. Enligt en undersökning från 1999 finns det 17 890 talare av choctaw. Vad gäller språkets status, uppges det vara en del av det vardagliga livet på choctawernas reservat i Mississippi.